# Vezalno priredje
Vezalno priredje izraža zaporednost dejanj, ki se zgodijo istočasno ali pa drugo za drugim. Vrsto razmerja vselej določamo na podlagi tega, kar izražajo stavki, včasih si pa lahko pomagamo z vezniškimi vesedami: in, pa, ter.V nobenem primeru ne zapisujemo vejice.
Primer: Gledal sem skozi okno in opazoval ptice.